# Liste der Biografien/Rek
Liste der Biografien |
Portal Biografien |
Personensuche
# |
A |
B |
C |
D |
E |
F |
G |
H |
I |
J |
K |
L |
M |
N |
O |
P |
Q |
R |
S |
T |
U |
V |
W |
X |
Y |
Z |
?
 
Ra |
Rb |
Rd |
Re |
Rh |
Ri |
Rj |
Rk |
Rl |
Rm |
Rn |
Ro |
Rr |
Rs |
Rt |
Ru |
Rv |
Rw |
Rx |
Ry |
Rz
 
Rea |
Reb |
Rec |
Red |
Ree |
Ref |
Reg |
Reh |
Rei |
Rej |
Rek |
Rel |
Rem |
Ren |
Reo |
Rep |
Req |
Rer |
Res |
Ret |
Reu |
Rev |
Rew |
Rex |
Rey |
Rez
Die Liste der Biografien führt alle Personen auf, die in der deutschsprachigen Wikipedia einen Artikel haben. Dieses ist eine Teilliste mit 45 Einträgen von Personen, deren Namen mit den Buchstaben „Rek“ beginnt.

## Rek
- Rek, Vitold (* 1955), polnischer Jazzmusiker

### Reka
- Reka, Blerim (* 1960), albanisch-mazedonischer Jurist und Politiker
- Reka, Iljaz (1924–1975), albanischer kommunistischer Politiker
- Rekab, Alice (* 1987), bildende Künstlerin aus Dublin
- Rekabi, Elnaz (* 1989), iranische Sportkletterin
- Rekašius, Antanas (1928–2003), litauischer Komponist

### Rekd
- Rekdal, Anders (* 1987), norwegischer Freestyle-Skisportler
- Rekdal, Kjetil (* 1968), norwegischer Fußballspieler und Trainer
- Rekdal, Thomas (* 2001), norwegischer Fußballspieler

### Reke
- Rekel, Gerhard J. (* 1965), österreichischer Wissenschaftsjournalist und Autor
- Rekem, König von Midian
- Reker, Henriette (* 1956), deutsche Juristin und KommunalpolitikerinHenriette Reker (* 1956)

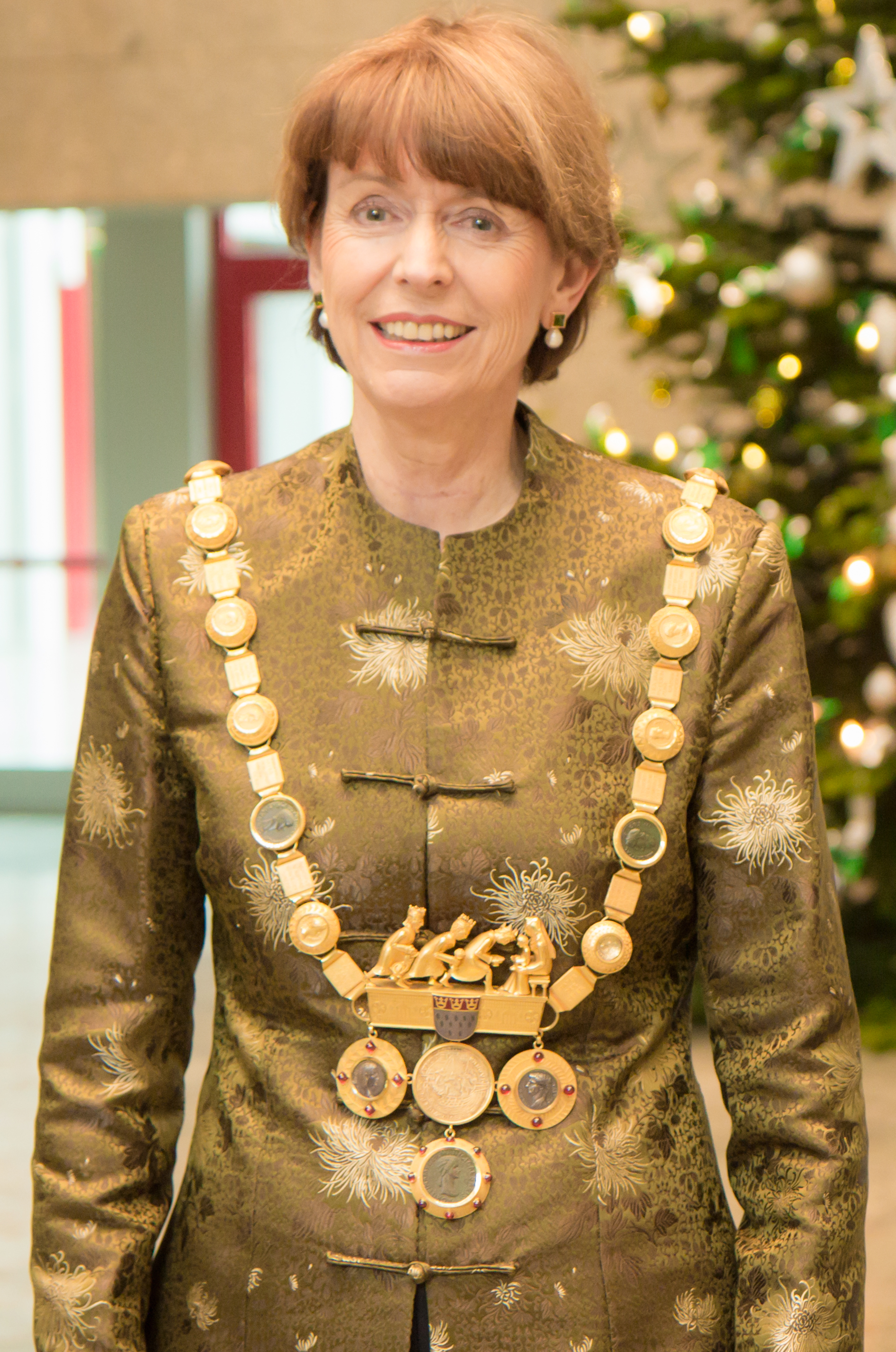
Henriette Reker (* 1956)

- Reker, Jan (* 1948), niederländischer Fußballpräsident
- Rekers, Christof (* 1967), deutscher Fußballtorwart
- Rekers, George Alan (* 1948), US-amerikanischer baptistischer Geistlicher
- Rekert, Winston (1949–2012), kanadischer Schauspieler, Filmregisseur und Drehbuchautor

### Rekh
- Rekha (* 1954), indische Filmschauspielerin

### Reki
- Rekik, Karim (* 1994), niederländischer Fußballspieler
- Rekik, Omar (* 2001), tunesischer Fußballspieler
- Rekirsch, Mario (* 2000), österreichischer Fußballspieler
- Reķis, Arvīds (* 1979), lettischer Eishockeyspieler
- Rēķis, Guntis (* 1974), lettischer Rennrodler
- Rekisch, Dsmitryj (* 1988), belarussischer Fußballspieler
- Rekita, Szymon (* 1994), polnischer Radrennfahrer

### Rekk
- Rekkared I. († 601), König der Westgoten
- Rekkared II. († 621), König der Westgoten
- Rekkeswinth († 672), König der Westgoten

### Rekl
- Reklai, Johnny (1948–2007), palauischer Politiker
- Reklai, Leilani (* 1966), palauische Politikerin in Palau
- Rekless, Roger (* 1981), deutscher Musiker, Produzent und SchauspielerRoger Rekless (* 1981)

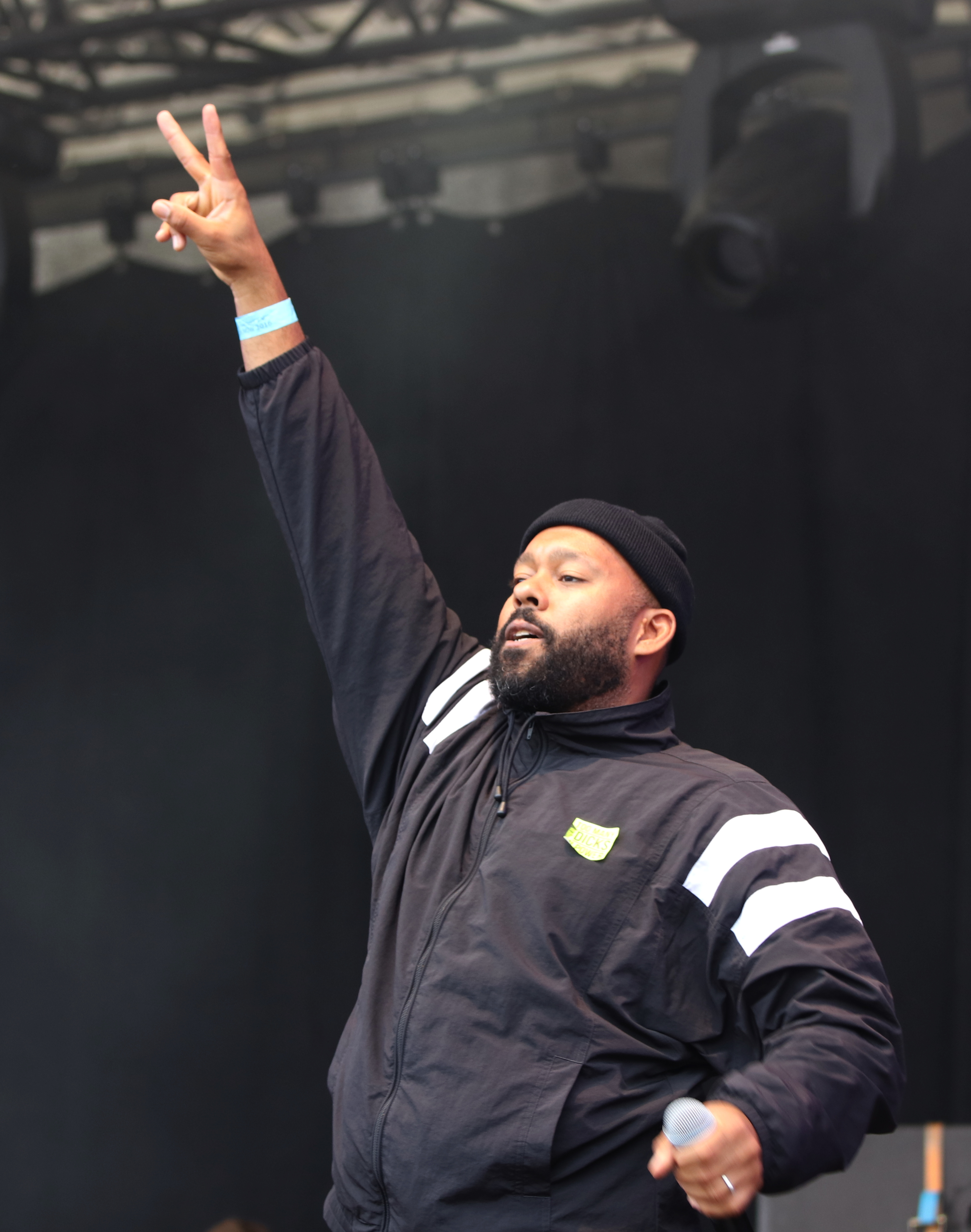
Roger Rekless (* 1981)

### Reko
- Rekom, Floris van (* 1991), niederländischer Volleyballspieler
- Rekow, Raul (1954–2015), US-amerikanischer PercussionistRaul Rekow (1954–2015)
- Rekowski, Anja von (* 1975), deutsche Judoka

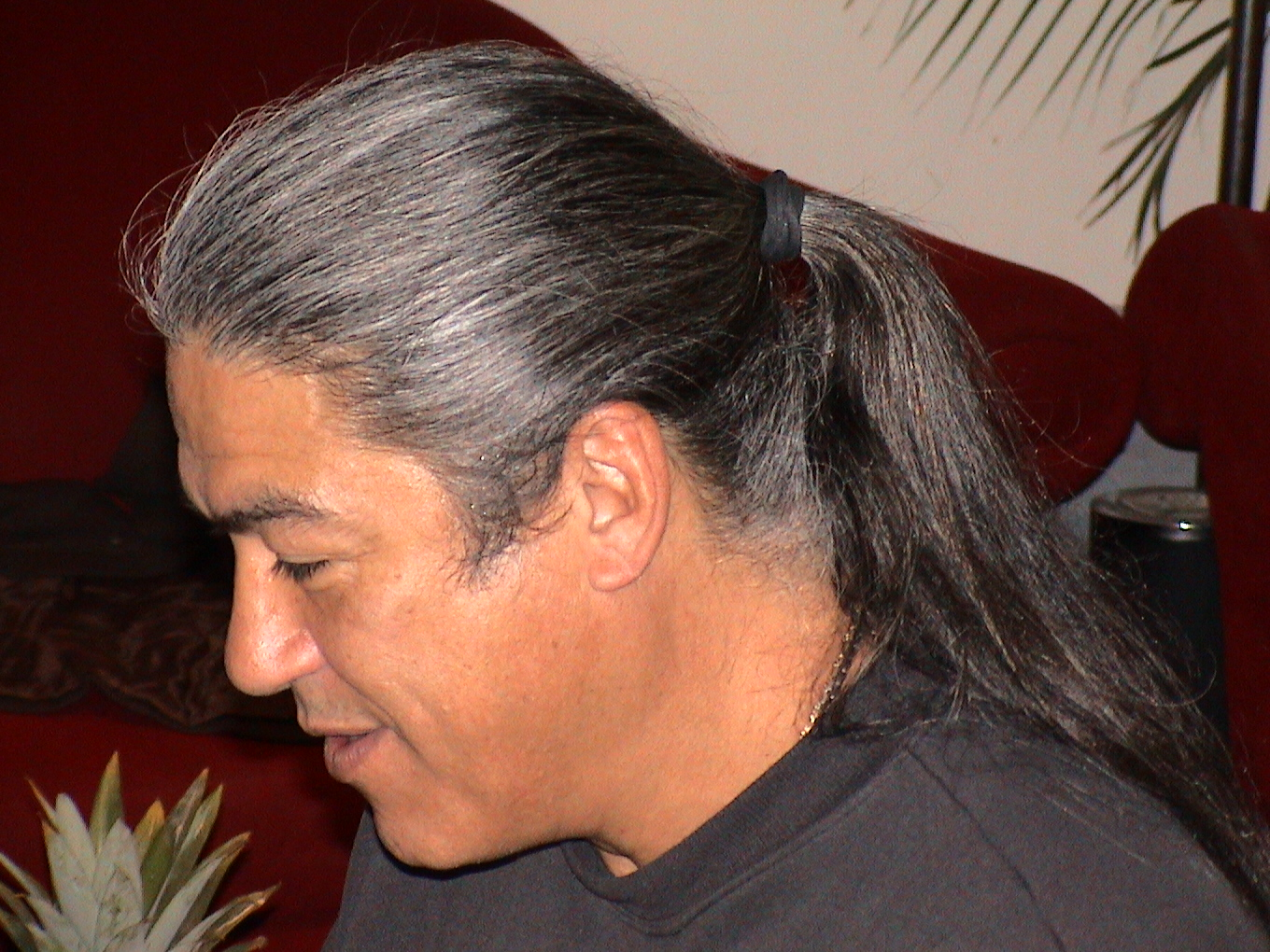
Raul Rekow (1954–2015)

- Rekowski, Franz (1891–1945), deutscher Widerstandskämpfer gegen den Nationalsozialismus
- Rekowski, Julius von (1804–1869), preußischer Generalmajor
- Rekowski, Manfred (* 1958), deutscher evangelischer Theologe
- Rekowski, Michael von (* 1963), deutscher Kommunalpolitiker (parteilos), Bürgermeister von Wipperfürth
- Rekowski, Valentina (* 1984), deutsche Film- und Theaterschauspielerin und Synchronsprecherin

### Reks
- Reksjø, Marius (* 1973), norwegischer Jazzbassist
- Rekst, Marija (* 1956), litauische Politikerin
- Reksten, Hilmar (1897–1980), norwegischer Reeder

### Rekt
- Rektenwald, Barbara (* 1970), österreichische Konzertpianistin und Komponistin

### Reku
- Rekum, Marinus van (1884–1955), niederländischer Tauzieher und olympischer Silbermedaillengewinner
- Rekum, Willem van (1892–1961), niederländischer Tauzieher
- Rekus, Jürgen (* 1950), deutscher Hochschullehrer, Professor für Pädagogik